# 佩氏烏溪鱂
佩氏烏溪鱂，為輻鰭魚綱鯉齒目鰕鱂亞目鰕鱂科的其中一種，為熱帶淡水魚，分布於南美洲巴西Sepotuba河及巴拉圭河上游流域，體長可達2.6公分，棲息在水淺且植被生長的沼澤、小溪，生活習性不明。

## 擴展閱讀
維基物種上的相關：佩氏烏溪鱂